# Клубовка (Черниговская область)
Клубовка (укр. Клубівка) — село в Репкинском районе Черниговской области Украины. Население 241 человек. Занимает площадь 1,6 км².
Код КОАТУУ: 7424483301. Почтовый индекс: 15014. Телефонный код: +380 4641.

## Власть
Орган местного самоуправления — Клубовский сельский совет. Почтовый адрес: 15014, Черниговская обл., Репкинский р-н, с. Клубовка, ул. Молодёжная, 2а. Тел.: +380 (4641) 4-11-23; факс: 4-11-23.